# Гончаров, Сергей Павлович
Серге́й Па́влович Гончаро́в (1904 — не ранее 1982) — руководитель строительства электростанций, лауреат Сталинской премии (1944).

## Биография
Родился 15 сентября 1904 года в Харькове.
Окончил Шосткинский технологический институт (1929).
С 1930 года работал в Харькове на проектно-монтажном предприятии «Теплоэнергомонтаж» в должностях от дежурного инженера и прораба до начальника, участвовал в проектировании и строительстве Запорожской ГРЭС (1933), Краматорской ТЭЦ (1937) и Кураховской ТЭС (1939).
В 1941 году эвакуирован в Саратов, а затем в Челябинск, где работал начальником спецпроизводства треста «Уралэнергомонтаж», затем заместителем главного инженера по монтажу Челябинской ТЭЦ.
После войны — главный инженер треста «Донбассэнергомонтаж» и управляющий трестом «Гидромонтаж».
С 1959 года — главный инженер Управления по строительству электростанций, с 1964 по 1975 годы — первый заместитель председателя Научно-технического совета и председатель Совета по новой технике Министерства энергетики и электрификации СССР. С 1975 года — заместитель председателя президиума Центрального совета старейших энергетиков.
Руководил монтажом оборудования на Кураховской ГРЭС, Фрунзенской ТЭЦ в Москве, а также на крупнейших гидротехнических строительствах: Камской ГЭС, Волжской ГЭС им. Ленина, Волжской ГЭС им. XXII съезда КПСС и других.

## Научная деятельность
Предложил:
- крупноблочный способ производства строительных и монтажных работ,
- применение при монтаже и строительстве сверхкрупной механизации нового типа,
- совмещённое и параллельное производство монтажных и строительных работ,
- способы круглогодичного производства обмуровочных работ, ранее производившихся только при относительно высоких температурах.

В результате реализации его предложений Челябинская ТЭЦ за полтора года увеличила мощность на 200000 кВт.
Главный редактор сборника «Энергетическое строительство».

### Сочинения
- Монтаж парогенераторов тепловых электростанций [Текст] : [Учебник для энерг. и энергостроит. техникумов]. — М.: Энергия, 1969. — 215 с. : ил.; 27 см.
- Технология монтажных работ при сооружении котельных установок электростанций [Текст]. — М.; Л.: Госэнергоиздат, 1957. — 432 с. : ил.; 27 см.
- Монтаж парогенераторных установок тепловых электростанций [Текст] : [Учебник для энерг. и энергостроит. техникумов]. — 2-е изд., перераб. — М.: Энергия, 1978. — 320 с. : ил.; 25 см.

## Награды и звания
- Сталинская премия 2 степени (1946, за 1944 год) — за разработку новых передовых методов скоростного строительства и монтажа котельных агрегатов, осуществлённых при строительстве Челябинской ТЭЦ;
- Заслуженный строитель РСФСР (1971);
- Два ордена Трудового Красного Знамени;
- Орден «Знак Почёта»;
- Медаль «За трудовую доблесть» (1943).

Иностранные награды
- Орден «Народная Республика» II степени (НРБ).